# Stefan Rodevåg
Stefan Rodevåg (* 11. Juni 1980) ist ein ehemaliger schwedischer Fußballspieler. Der Stürmer war 2006 Torschützenkönig der Superettan.

## Werdegang
Rodevåg spielte in der Jugend bei Götene IF, ehe er zum IK Tord wechselte. Beim Drittligisten etablierte er sich als Stammkraft im Angriff und erzielte in der Spielzeit 2002 22 Saisontore. Daraufhin nahm ihn kurz nach Saisonende der Zweitligist Kalmar FF für zwei Spielzeiten unter Vertrag. Zwar war er in 19 Saisonspielen am Aufstieg in die Allsvenskan beteiligt, stand dabei aber nur in drei Partien in der Startformation. Auch in der ersten Spielklasse blieb ihm nur die Rolle des Ergänzungsspielers, so dass er nach Auslaufen seines Vertrages ablösefrei zu Falkenbergs FF zurück in die zweite Liga wechselte. Hier avancierte er zum regelmäßigen Torschützen. In der Zweitliga-Spielzeit 2005 mit 13 Saisontoren Vierter in der von Bruno Santos angeführten Torschützenliste, erklomm er in der folgenden Spielzeit gleichauf mit Olof Guterstam mit 17 Saisontoren den ersten Platz dieser Rangliste. Trotz seiner Torgefährlichkeit kam der Verein jedoch nicht über Tabellenplätze im mittleren Ligabereich hinaus.
Nach Ende der Spielzeit 2006 wechselte Rodevåg den Verein und schloss sich dem vormaligen Ligakonkurrenten Örebro SK an, der in die Allsvenskan aufgestiegen war. In seiner ersten Spielzeit bei seinem neuen Klub über weite Strecken noch Stammspieler, rückte er in der Spielzeit 2008 ins zweite Glied. Kurz vor Weihnachten des Jahres unterschrieb er schließlich einen Vertrag bei seiner bis dato erfolgreichsten Spielstation Falkenbergs FF mit zwei Jahren Laufzeit plus Option auf Verlängerung. In der Zweitliga-Spielzeit 2009 war er mit 14 Saisontoren wiederum bester vereinsinterner Torschütze, in der folgenden Spielzeit erzielte er nur sechs Tore und musste seinen Vereinskameraden Daniel Alexandersson und Erik Johansson den Vortritt lassen.